# فرديناند يونغ
فرديناند يونغ (بالألمانية: Ferdinand Jung)‏ هو مقاوم وسياسي ألماني، ولد في 24 يناير 1905 في فالترزهاوزن في ألمانيا، وتوفي في 2 ديسمبر 1973. حزبياً، نشط في الحزب الشيوعي في ألمانيا وحزب الوحدة الاشتراكية الألماني.